# De Ommelanden (Groningen)
De Ommelanden (Ommelandene eller omegnen) er det gamle navn for de lande eller gau (landskaber) i den nuværende hollandske provins Groningen, der ligger udenfor byen Groningen.
Navnet Ommelandene blev brugt første gang den 26. september 1386. Gennem flere hundreder år blev Ommelandene opfattet som en selvstændig nederlandsk provins, adskilt fra Groningen.
Ommelandene var med blandt de fem gewesten (forløbere for nutidens provinser), der stiftede Utrechtunionen den 23. januar 1579, mens de andre provinser først tilsluttede sig senere. Fx blev Groningen medlem i februar 1580, men byen meldte sig ud igen allerede den 3. marts samme år.
I mange år forsatte stridighederne mellem Ommelandene og Groningen, men det endte med, at byen og omegnen (het gewest Stad en Lande) smeltede sammen til den nuværende provins.

## Sproglig udvikling
I byen Groningen (hansestaden) taltes der saksisk (plattysk eller Stadsgronings).
Oprindeligt blev der talt frisisk (østfrisisk eller emsfrisisk) i Ommelandene, senere gik de over til groningsk, der er en plattysk dialekt (med frisiske indslag). Der skete et tilvarende sprogskifte i den tyske del af Østfrisland. Der findes dog stadig en kommune med delvis frisisk sprog længst mod sydvest i Ommelandene.
 Der er for få eller ingen kildehenvisninger i denne artikel, hvilket er et problem. Du kan hjælpe ved at angive troværdige kilder til de påstande, som fremføres i artiklen.

53°18′N 6°42′Ø / 53.3°N 6.7°Ø